# 富山県道120号六天天神新線
富山県道120号六天天神新線（とやまけんどう120ごう ろくてんてんじんしんせん）は富山県黒部市内を通る一般県道である。

## 概要

### 路線データ
- 起点：富山県黒部市六天（富山県道119号沓掛生地線交点）
- 終点：富山県黒部市天神新（富山県道122号石田前沢線交点）
- 実延長：3,818m

## 沿革
- 1960年（昭和35年）4月23日 - 認定[1]

## 地理

### 通過する自治体
- 富山県黒部市

### 接続する道路
- 富山県道119号沓掛生地線（起点：黒部市六天）
- 富山県道53号若栗生地線（古御堂交差点）
- 富山県道314号沓掛魚津線（旧道・電鉄黒部駅前交差点）
- 富山県道122号石田前沢線（終点：天神新交差点）

### 周辺
- あいの風とやま鉄道線 黒部駅
- 富山地方鉄道本線 電鉄黒部駅
- 黒部市役所
- 黒部市民病院
- 国土交通省 北陸地方整備局 黒部河川事務所
- 富山県立桜井高等学校
- 黒部市立村椿小学校
- 黒部市立中央小学校
- 黒部市立三日市小学校
- 黒部郵便局
- 黒部三日市郵便局
- YKK AP 黒部事業所
- YKK
  - 黒部工場
  - 黒部牧野工場
- JX金属黒部ガルバ（JXグループ）
- 日鉱三日市リサイクル（JXグループ）
- 黒部川
- 黒部川緑地
- 八心大市比古神社
- 黒部ショッピングセンター メルシー
- アピタ 黒部店